# 叶夫根尼·沃罗诺夫
葉夫根尼·谢尔盖耶维奇·沃罗诺夫（俄语：Евгений Сергеевич Воронов，1986年5月7日—），俄羅斯籃球運動員。他現在效力於VTB籃球聯賽球隊庫班火車頭籃球俱樂部。他也代表俄羅斯國家籃球隊參賽。